# غلين سنودين
غلين سنودين (بالإنجليزية: Glynn Snodin)‏ (14 فبراير 1960 في المملكة المتحدة - ) هو لاعب كرة قدم بريطاني في مركز الدفاع. لعب مع أولدهام أثلتيك وشيفيلد وينزداي وليدز يونايتد ونادي بارنسلي ونادي دونكاستر روفرز ونادي روذرهام يونايتد وهارت أوف ميدلوثيان ونادي سكاربورو ونادي غاينسبورو ترينيتي.

## وصلات خارجية
- غلين سنودين على موقع قاعدة بيانات كرة القدم.إي يو (الإنجليزية)
- غلين سنودين على موقع Soccerbase.com (لاعب) (الإنجليزية)